# European Women Association
European Women Association (EWA) är en internationell kvinnoförening, bildad 1953. 
Den är känd som Europäischen Frauen Union (EFU), European Union of Women (EUW)/European Women Association (EWA) eller Union Européenne Féminine (UEF). Den bildades 1953 som en paraplyorganisation för konservativa kvinnliga politiker, så som moderater och kristdemokrater. Dess svenska avdelning kallas Europeiska kvinnounionen. 